# Alta en el cielo

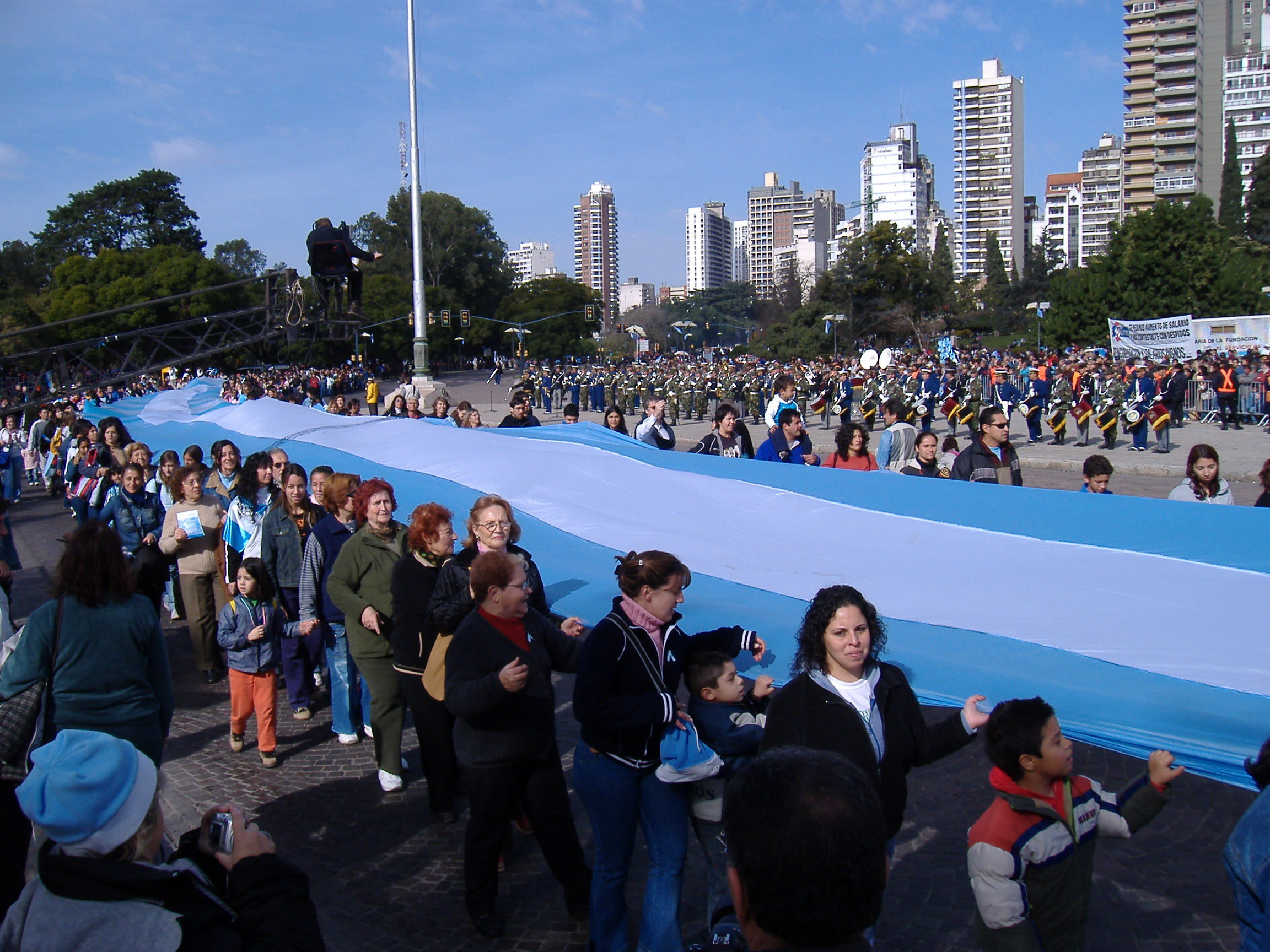
20 de junio de 2006, rosarinos llevando la bandera más larga del mundo.

Alta en el cielo es el nombre por el cual se conoce a la bandera más larga del mundo. Se trata de una bandera argentina de más de 20.000 m confeccionada en la ciudad de Rosario que durante años fue creciendo mediante los aportes voluntarios de particulares.
Esta bandera tiene 4,5 m de ancho total.
Su nombre es una referencia al primer verso de la oda popular Aurora.
Fue una iniciativa del periodista rosarino Julio Vacaflor.
Equivale a miles de retazos de todos los rincones de la nación que la propia comunidad dona y cose. Cada año, la costura final se realiza en el Patio Cívico del Monumento Nacional a la Bandera; cuando decenas de mujeres voluntarias "Las Damas Rosarinas" unen con sus máquinas de coser, las telas y banderas que acercan y envían desde diversas comunidades argentinas; las que cosieron a su vez, su propia bandera y las desplegaron en sus calles, con su gente. 
La duración de la propuesta fue de 14 años, desde 1999 hasta el 2012, año del Bicentenario de la Creación de la Bandera, recordando a Manuel Belgrano, sus ideales y su acción.
Se destacó su despliegue durante las celebraciones del Bicentenario de Argentina durante el año 2010 y el bicentenario de la bandera en 2012.